# 德拉瓦藍衣
德拉瓦藍衣（英語：Delaware Blue Coats），是一支位於德拉瓦州的NBA G联盟籃球隊，成立於2007年，當時名為“猶他閃電”，並隸屬於猶他爵士。2013年4月，費城76人收購了這支球隊，並將其搬遷至德拉瓦州，並改為“德拉瓦87人”。2018年改為德拉瓦藍衣。